# Ceres (Loo)
Ceres is een voormalige windmolen waarvan de romp nog resteert en is omgebouwd tot woonhuis. Het staat aan de Loostraat in Loo in de Nederlandse provincie Gelderland, tegenover de Sint-Antonius Abtkerk. Oorspronkelijk bestond de molen uit een ronde stenen stellingmolen met bovenkruier. De molen is gebouwd in 1865.

## Geschiedenis
In de Loostraat te Loo, tegenover de kerk in een groot pand dat bekend staat als voormalig ‘Café de Prins’, woonde destijds bakker Theodorus Fredericus Evers (1829-1885).
Het pand, dat waarschijnlijk uit de 17e eeuw dateert, deed dienst als kruidenierswinkel, bakkerij, boerderij, stalhouderij en café.
Op de oudste kadastrale kaarten uit 1830 is te zien dat in de buurt van de molen oorspronkelijk een rosmolen heeft gestaan. Deze rosmolen is tot omstreeks 1871 in bedrijf geweest.
In 1865 laat Theodorus een stenen windmolen bouwen. Op 20 april van dat jaar werd hiervoor in aanwezigheid van het 9 maanden oude zoontje Jan Evers de eerste steen gelegd.
In 1912 was de molen buiten gebruik omdat men overging op stoomkracht. Na een brand in de molen in 1930 raakt het bovenstuk verwoest en werd hierna afgebroken.
Lang is de lege molenromp ongebruikt blijven staan, totdat de huidige eigenaar het in de jaren negentig verbouwde tot woning.

## Naamgeving
De molen is vernoemd naar Ceres de Romeinse godin van de akkerbouw en het graan. Deze naam stond ook lange tijd op de romp van de molen geschreven.